# Södingberg
Södingberg là một đô thị thuộc huyện Voitsberg thuộc bang Steiermark, nước Áo. Đô thị Södingberg có diện tích 16,06 km², dân số thời điểm cuối năm 2005 là 862 người.